# Anenii Noi
Anenii Noi (cunoscut colocvial și ca Aneni) este un oraș din Republica Moldova, centrul raionului Anenii Noi. Orașul este situat la 36 km sud-est de capitala Republicii Moldova, Chișinău, în valea râului Bâc, un afluent al Nistrului.

## Etimologie
Numele orașului provine de la regionalismul anină (plural - anini), răspândit astăzi în special în zonele de est și sud-est Republicii Moldova, reprezentând un oiconim entopic, format de la apelativul anină (pl. anini) „nisip” („nisipuri”), toponimul redând la origine o particularitate a solului – „loc nisipos”, „nisipuri”.
Anterior, când așezarea cuprindea doar câteva case era cunoscută sub denumirea de Anini sau La Anini, referindu-se la terenurile nisipoase din valea Bâcului pe care a ajuns să fie amplasată. Mai târziu a căpătat sufixul -eni tipic toponimiei românești și determinativul „Noi”, denotând o așezare nouă.

## Istorie
Anenii Noi a fost atestat pentru prima oară la 27 iunie 1731 cu denumirea „Pașcani pe Bâc”. La 27 aprilie 1833 se precizează, că Anina este același sat Pașcani, aflat sub stăpânirea contelui Stuart, care depuse jurământ de credință Rusiei. La 1856 moșia se afla în arendă la negustorul turc Husan-bei, care avea și cârciumă în sat. Cătunul Aneni rămâne devastat și pustiit în urma evacuării tătarilor din Basarabia.
Abia în 1883, considerat anul renașterii localității, se mută aici cu traiul niște țărani din satele vecine, care se ocupau aici cu agricultura și creșterea vitelor. În 1889 mai multe familii de coloniști germani, provenind din Gubernia Nicolaev, cumpără 1715 deseatine de pământ și se stabilesc pe moșia Țînțăreni.
Recensământul din 1910 stabilește, că pe teritoriul aceleiași moșii, se află 2 sate – Nicolaevca Nouă nemțească și Nicolaevca Veche rusă, fiecare cu biserica și școala lor. Rușii, având mai puțin pământ, lucrau la construcția caselor în satul nemțesc. Creștinii ortodocși moldoveni și ruși umblau la biserica din satul Bulboaca. 

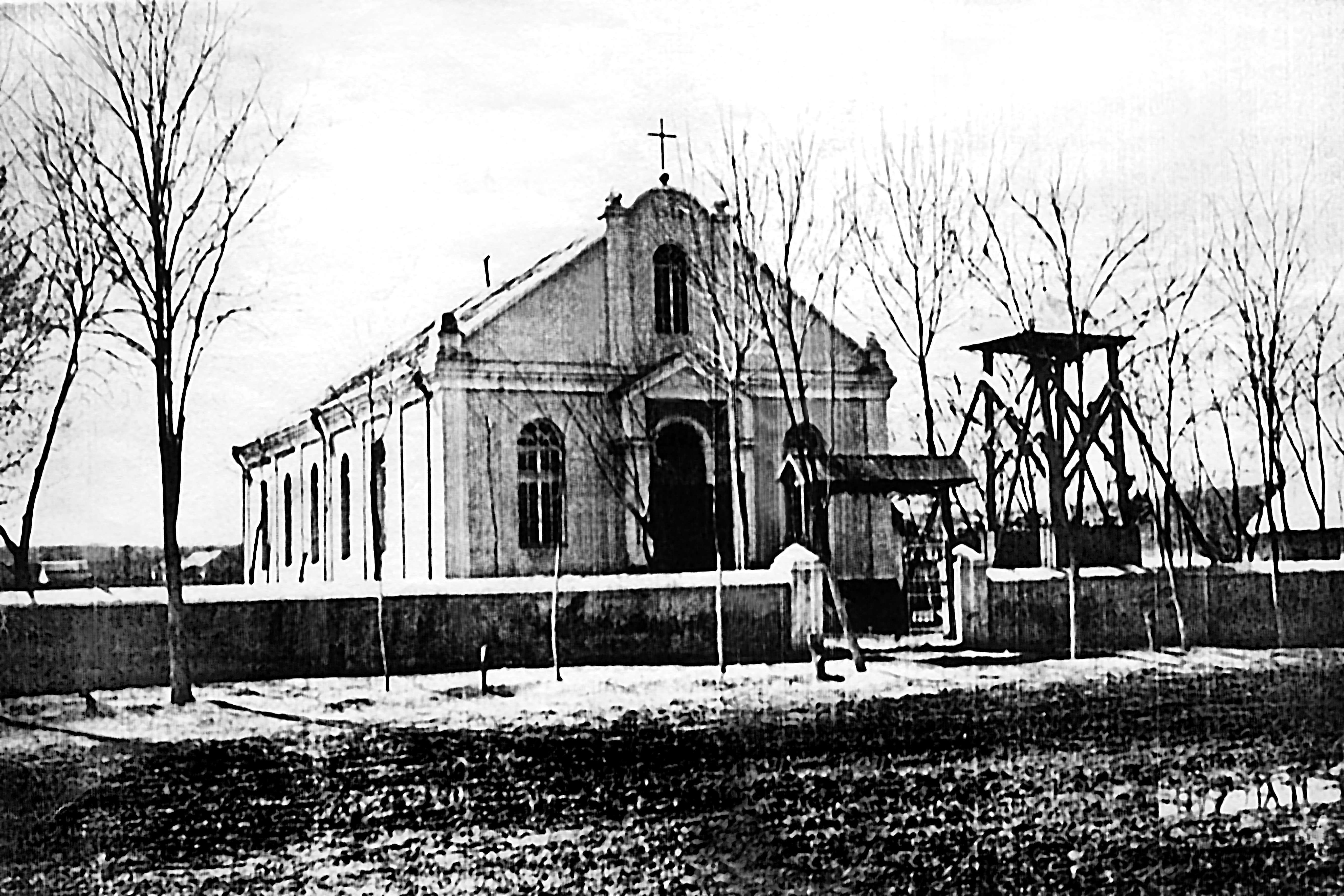
Biserica luterană din localitatea (1929), deservea comunitatea germană

În 1923 în Nicolaevca Nemțească (împreună cu cătunul Ciuluc), repere geografice dealul Petros (în germ. Steinberg), 94 de clădiri locuit, 206 bărbați și 210 femei. Însemnări economice: 1 moară de aburi, 2 fabrici de ulei, 1 fierărie, 3 ateliere de lemnărie, 2 cârciumi, 4 comercianți. În 1924, primarul satului era Sivert Hristofor, notar - Dociu Serghei. Servicii sociale erau prestate de poșta rurală și de școală primară mixtă germană, învățător - Drevs Heiurich, învățătoare - Țimbalist Ana. În același an, în Nicolaevca Rusă erau 154 de clădiri, 301 bărbați și 328 femei, activau 1 fierărie, 1 băcănie și 1 cârciumă. Administrația locală și serviciile sociale se aflau la Nicolaevca Nemțească.
La 14 iunie 1924 a fost aprobată Legea pentru unificarea administrativă a României, care produce unele modificări teritorială la nivel loc. Din 1 ianuarie 1925 Nicolaevca Nouă (Nemțească) își schimbă denumirea în Anenii Noi, iar Nicolaevca Veche (Rusă) în Anenii Vechi. În componența județul Tighina a fost organizată plasa Bulboaca în care a fost inclusă comuna Aneni. Comuna era alcătuit din satele Anenii Vechi (reședință), Anenii Noi și Berezoc.
Structura etnică a populației satului Anenii Noi în 1930
     Germani (91,3%)
     Ruși (4,9%)
     Români (3,2%)
     Polonezi (0,6%)
La recensământul general al populației din anul 1930 a numărat în Anenii-Noui 611 locuitori, inclusiv: 19 români; 558 germani; 30 ruși și 4 polonezi. În Anenii-Vechi erau 990 oameni, inclusiv: 74 români; 19 germani; 891 ruși; 2 bulgari și 4 evrei. Din punct de vedere lingvistic, 19 persoane din Anenii Noi au indicat în calitatea de limbă maternă - româna; 562 persoane - limba germană; 29 persoane - limba rusă și 1 persoană - limba poloneză. În Anenii Vechi, 70 de locuitori au declarat limba română; 19 persoane - limba germană; 895 persoane - limba rusă; 2 persoane - limba bulgară și 4 persoane - limba idiș.
În perioada interbelică, în Anenii Noi activitatea economică era reprezentată de Banca populară „Munca”, 1 lăptărie cooperativă, 1 moară cu abur, 2 fabrici de uleiuri vegetale, 2 băcănii, 1 cizmar, 1 rotari, 1 tâmplar și mai mulți agricultori. În Anenii Vechi erau 1 băcăniei și 1 fierărie.
În 1940 nemții au plecat în Germania, lăsând 106 gospodării cu 120 de case frumoase și 1713 ha de pământ arabil.
La recensământul din 1941 în Anenii Noi 120 de clădiri și 60 locuitori, în Anenii-Vechi - 169 locuitor și 990 locuitori. Între anii 1941-1944, Anenii Noi era reședința comunei Aneni alcătuită din satele Anenii Vechi, Berezoc și Ruseni, făcând parte din plasa Tighina, județul Tighina.
În 1965 localității i s-a acordat statutul de așezare de tip urbană. În 1969 avea 6.500 de locuitori. Această creștere a populației se datorește apariției mai multor întreprinderi industriale și instituții social-culturale, dar și faptului că în componența orășelului intrau și satele Albinița, Ruseni, Beriozchi, care la 1 iulie 1998 erau localități separate (Albinița se afla în subordinea primăriei Ruseni). Un factor important în această privință l-au jucat fabricile de conserve, de panificație, asociațiile intercolhoznice de construcții, sectorul rutier, punctele de reparații rutiere, de amenajări hidraulice, combinatul de deservire socială, etc.
Structura etnică a populației în 1989
     Români (40,61%)
     Ucraineni (29,62%)
     Ruși (24,94%)
     Bulgari (0,15%)
     Găgăuzi (0,51%)
     Alte etnii (4,17%)
La ultimul recensământ din perioada sovietică din anul 1989, în Anenii Noi au fost întregiserăți 9490 locuitori, inclusiv 3854 moldoveni/români; 2811 ucraineni; 2367 ruși; 49 găgăuzi; 150 bulgari și 259 persoane de altă naționalitate.
În 1994 Parlamentul a adoptat Legea privind organizarea administrativ-teritorială a a Republicii Moldova prin care localității Anenii Noi i se atribuie statutul de oraș. Această lege a fost publicată în Monitorul Oficial la 14 ianuarie 1995.
În anul 1998 a fost implementată o nouă lege prin care teritoriul Moldovei este divizat în județe formate prin comasarea a mai multor raioane. Astfel raionul Anenii Noi este desființat și orașul Anenii Noi este inclus în județul Chișinău. În 2003, județele sunt desființate și se revine la împărțirea Republicii Moldova în raioane. Raionul Anenii Noi este restabilit și orașul își recapătă statutul de reședință raională.

## Educație
În orașul Anenii Noi activează Biblioteca publică raională și filiala pentru copii. Pe lângă aceasta, se mai află 3 licee, dintre care Liceul Teoretic „Mihai Eminescu”, Liceul Teoretic „Andrei Straistă” anterior cunoscut drept „Hyperion” și Liceul Teoretic ”Alexandr Pușkin”. 

## Demografie

### Structura etnică
Structura etnică a orașului conform recensământului populației din 2004 și recensământului populației din 2014:
| Grup etnic                    | Pop. 2004 | Pop. 2014 | % 2004 | % 2014 |
| ----------------------------- | --------- | --------- | ------ | ------ |
| băștinași declarați Moldoveni | 6.276     | 6.756     | 54,75% | 62,14% |
| băștinași declarați Români    | 48        | 294       | 0,42%  | 2,70%  |
| Ucraineni                     | 2.721     | 1.894     | 23,74% | 17,42% |
| Ruși                          | 1.923     | 1.427     | 16,77% | 13,12% |
| Bulgari                       | 178       | 200       | 1,55%  | 1,84%  |
| Găgăuzi                       | 68        | 81        | 0,59%  | 0,74%  |
| Țigani                        | 46        | 33        | 0,40%  | 0,30%  |
| Polonezi                      | 11        | –         | 0,10%  | –      |
| Alții                         | 185       | 159       | 1,61%  | 1,46%  |
| Nedeclarată                   | –         | 792       | –      | 7,28%  |
| Total                         | 11.463    | 10.872    | 100%   | 100%   |

## Economie

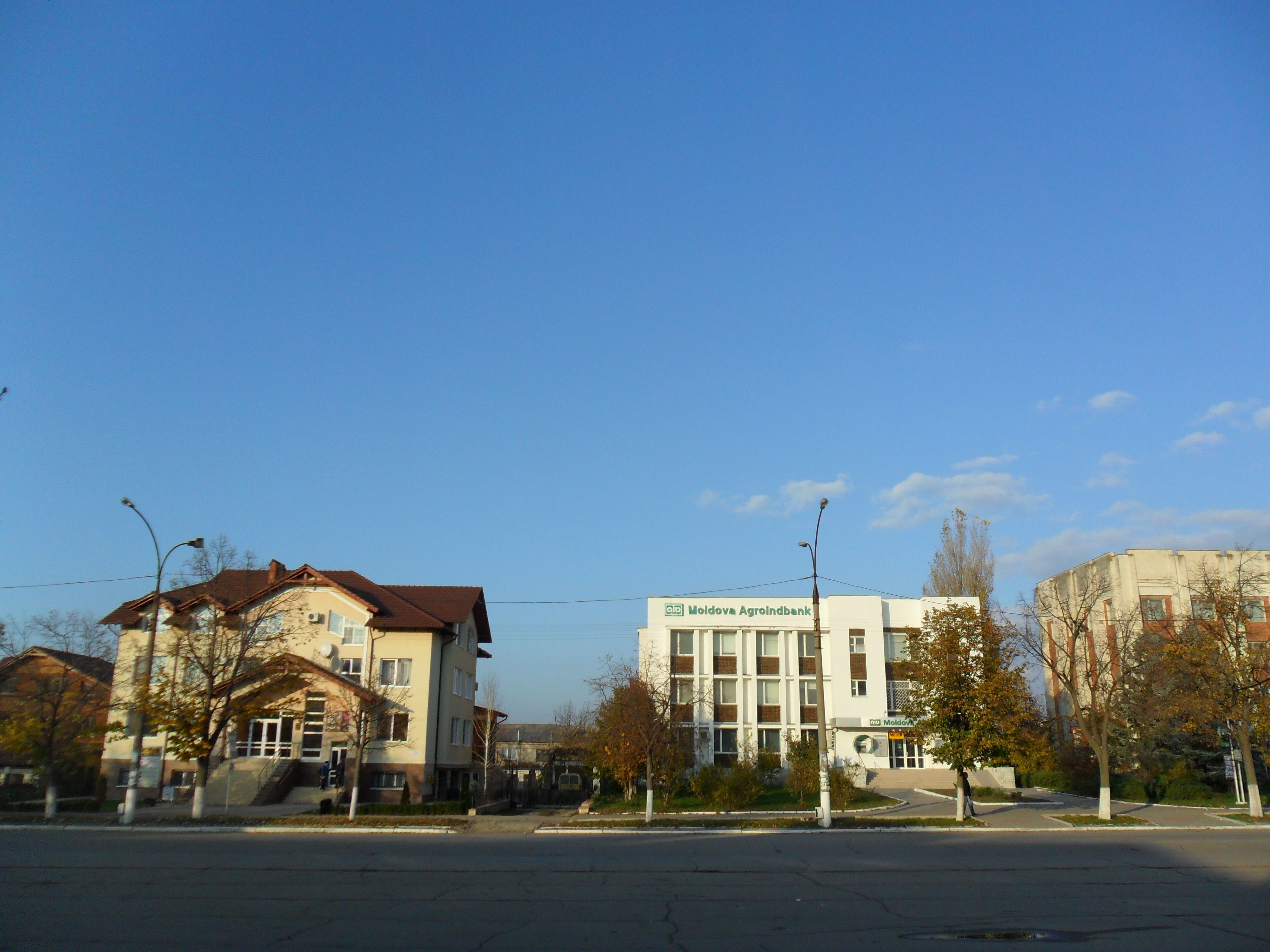
Clădiri cu oficii

Ramura de bază a economiei locale este agricultura și industria prelucrătoare. Principalii agenți economici sunt „Fabrica de conserve” S.A. care produce sucuri din fructe și legume. Cifra de afaceri pentru anul 2003 a fost în jur de 2 mln. lei. Producția fabricii în mare măsură este destinată exportului. Astfel 60% din producție pleacă în Rusia, restul în mare parte în România,  Israel și alte țări. Alți agenți economici importanți sunt SRL „Dar”, Fabrica de nutrețuri combinate, „Fertilitate Anenii Noi” S.A.
Pe teritoriul orașului activează filialele a trei bănci comerciale. Orașul dispune de 2 hoteluri și o stațiune balneară.
Prelucrarea terenurilor agricole este efectuată de 7 agenți economici de bază, 4 societăți cu răspundere limitată și 3 gospodării țărănești.
În decembrie 2010, a deschis primul magazin alimentar în zona de self-service supermarket rețea națională Fidesco.
Pe parcurs s-au m-ai deschis mai multe supermarketuri precum 2 Linelle, un Local în centru precum și Admiral.

## Administrație și politică
Primarul orașului Anenii Noi este Alexandr Mațarin (PSRM), reales în noiembrie 2023.
Componența Consiliului local Anenii Noi (23 de consilieri), ales la 5 noiembrie 2023, este următoarea:

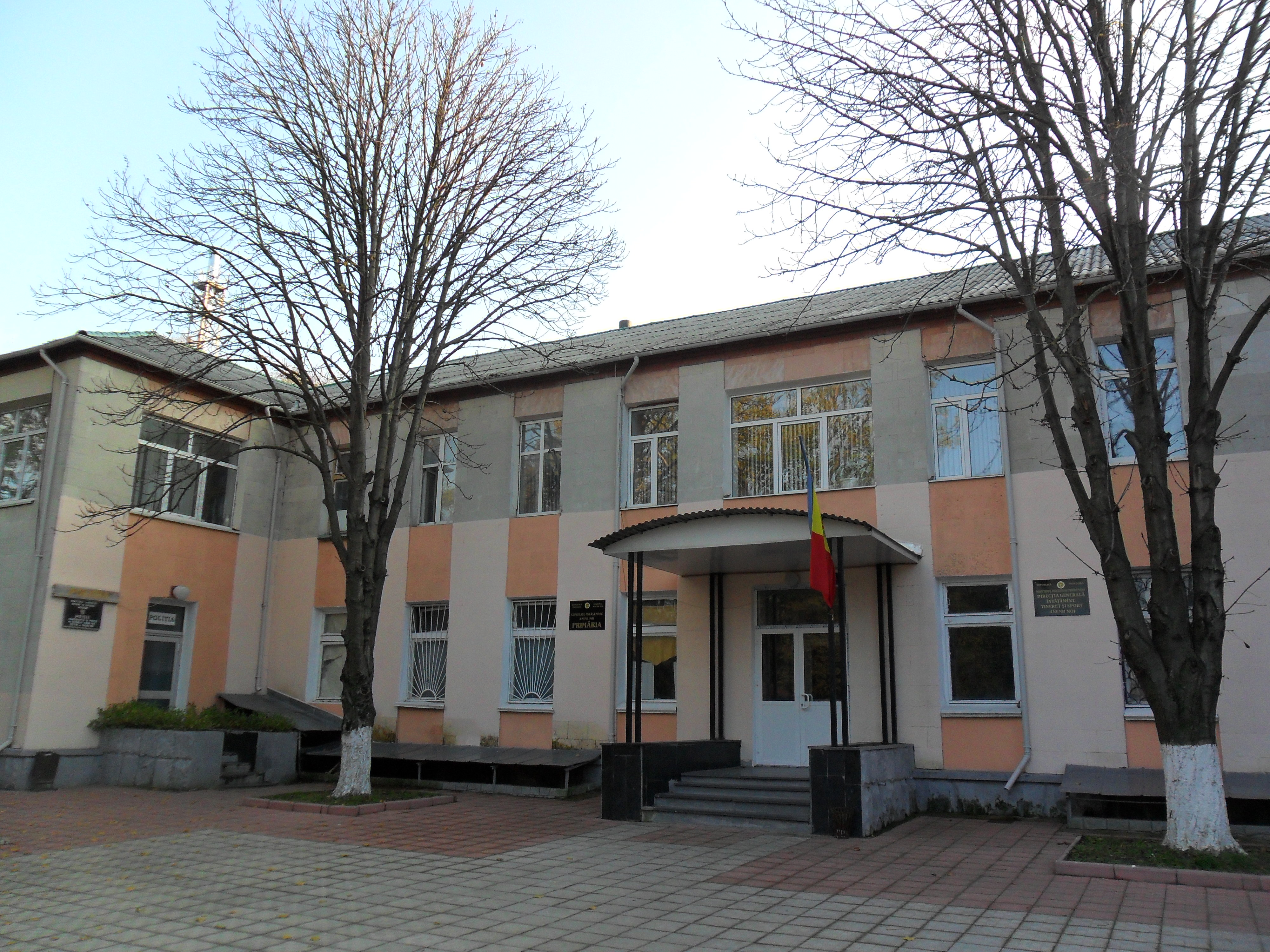
Primăria

|  | Partid                                       | Consilieri | Componență | Componență | Componență | Componență | Componență | Componență | Componență | Componență | Componență | Componență | Componență | Componență | Componență | Componență | Componență | Componență |
|  | -------------------------------------------- | ---------- | ---------- | ---------- | ---------- | ---------- | ---------- | ---------- | ---------- | ---------- | ---------- | ---------- | ---------- | ---------- | ---------- | ---------- | ---------- | ---------- |
|  | Partidul Socialiștilor din Republica Moldova | 16         |            |            |            |            |            |            |            |            |            |            |            |            |            |            |            |            |
|  | Partidul Acțiune și Solidaritate             | 3          |            |            |            |            |            |            |            |            |            |            |            |            |            |            |            |            |
|  | Candidat independent SERGHEI RAPCEA          | 1          |            |            |            |            |            |            |            |            |            |            |            |            |            |            |            |            |
|  | Candidat independent VADIM JIZDAN            | 1          |            |            |            |            |            |            |            |            |            |            |            |            |            |            |            |            |
|  | Platforma Demnitate și Adevăr                | 1          |            |            |            |            |            |            |            |            |            |            |            |            |            |            |            |            |
|  | Partidul Comuniștilor din Republica Moldova  | 1          |            |            |            |            |            |            |            |            |            |            |            |            |            |            |            |            |

### Simboluri

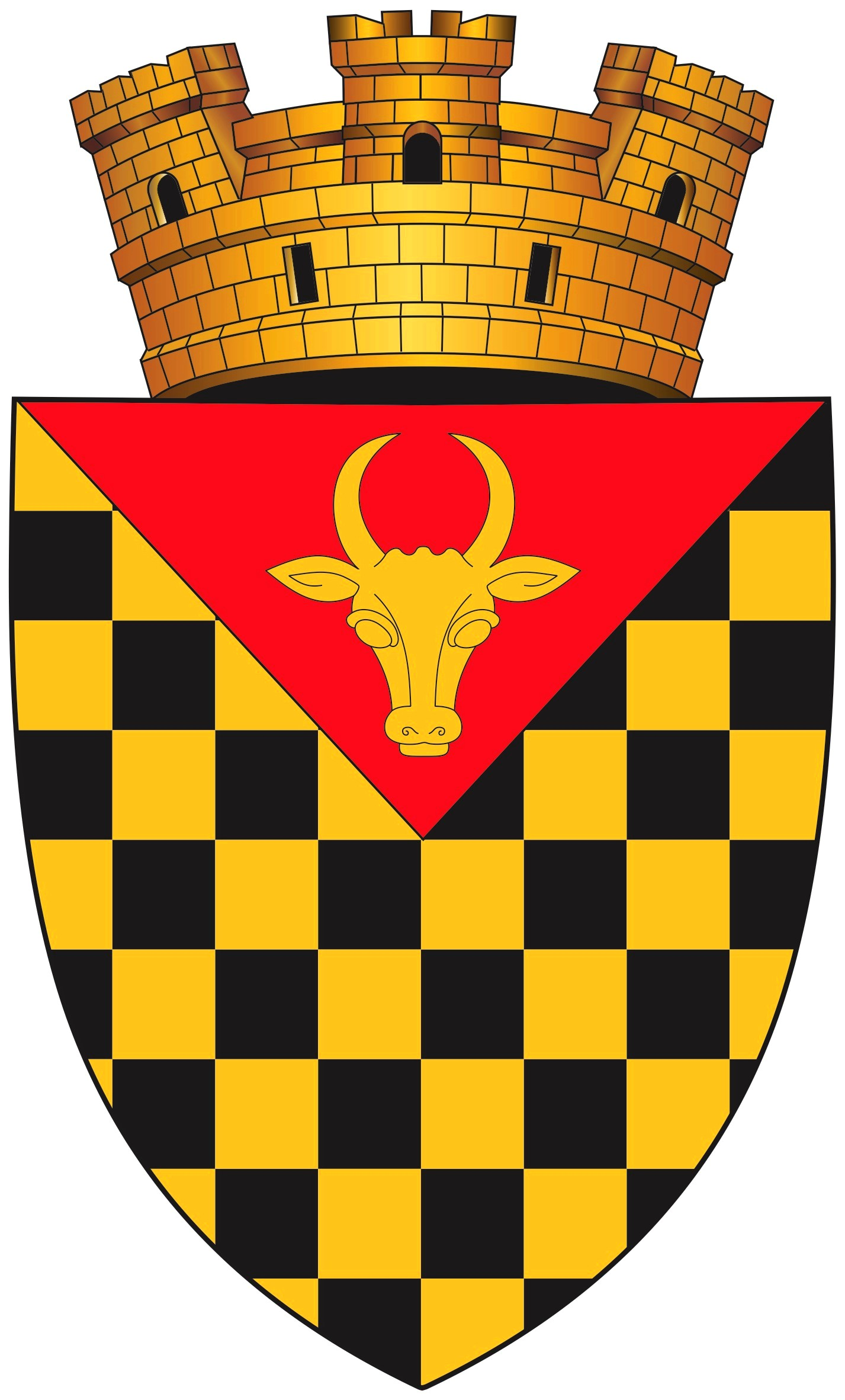
Stema aprobată în 2005

În anul 2015 au fost aprobate stema și drapelul orașului cu următoarea descriere:

Stema: Scut în tablă de șah, de aur și negru. În capul triunghiular al scutului, în câmp roșu, un cap de bour de aur. Scutul timbrat de o coroană murală de aur cu trei turnuri.
Drapelul reprezintă o pânză dreptunghiulară (2:3), tăiată orizontal, galben și negru, cu un triunghi culcat la hampă, roșu și purtând un cap de bour galben.
Simbolistica:
Scutul divizat în tablă de șah, de aur și negru, a fost folosit în calitate de arme grăitoare, cu referire la denumirea Aneni, care are ca etimon cuvântul dialectal anin (plural anini), cu sensul de nisip. Toponimul Anina/Anini reflectă o caracteristică geomorfologică a locului nisipos din valea râului Bâc, care s-a modificat, în timp, în denumirea contemporană de Anenii Noi.
Pătratele de aur și negre se referă la cristalele de nisip. Aurul (galbenul) semnifică culoarea naturală a nisipului, iar negrul semnifică denumirea heraldică a culorii negre în limba franceză – utilizată la descrierile heraldice standardizate – este sable, adică nisip.
Capul triunghiular al scutului invocă ideea de hotar, iar capul de bour face trimitere la bourii de hotar – semnele de hotar din Moldova medievală, ambele elemente fac referire la ținutul Hotărniceni, în care a fost amplasată moșia satului. Culoarea roșie a capului scutului este culoarea domniei și consemnează faptul că acest ținut, după 1775, a intrat în posesia domnilor Moldovei.
Coroana murală de aur cu trei turnuri marchează statutul de oraș-reședință de raion a orașului Anenii Noi.

## Infrastructură

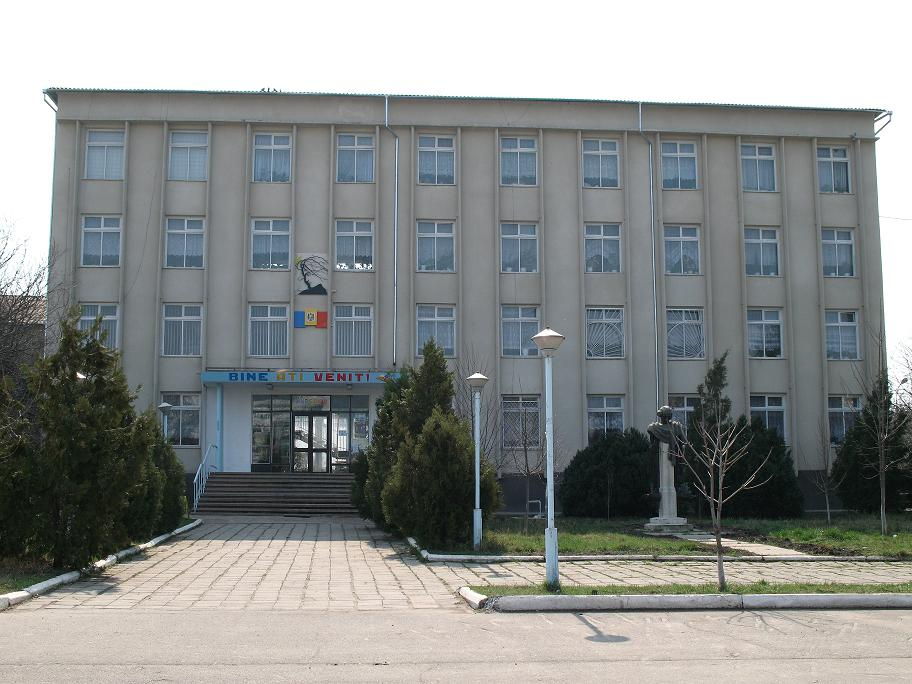
Liceul teoretic „Hyperion”

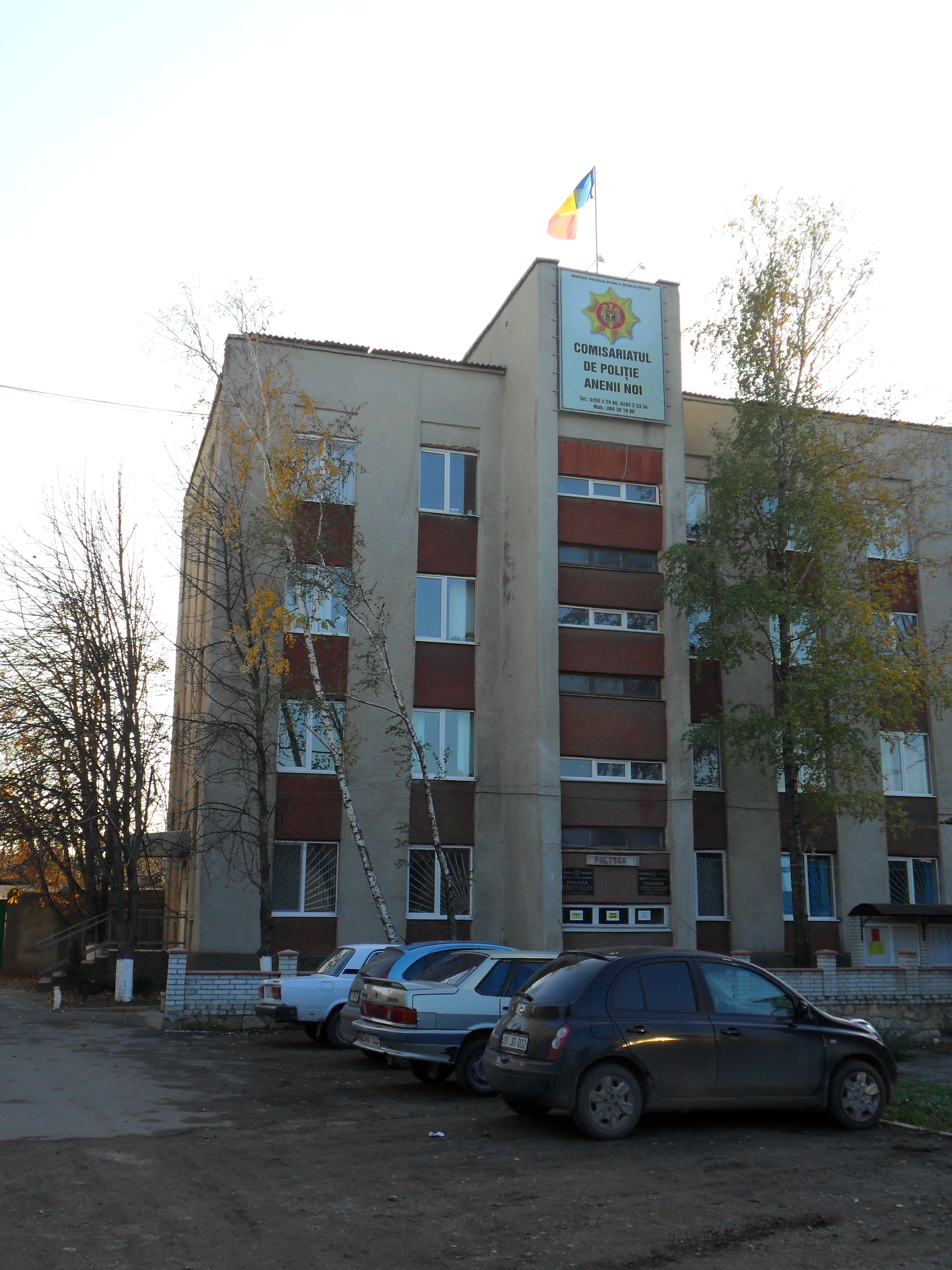
Comisariatul de poliție al raionului Anenii Noi

Aprovizionarea cu apă a localității este asigurată prin intermediul apeductelor în proporție de 60% și fântâni. Lungimea apeductului, la care sunt conectate 1.200 gospodării, este de 62 km., având un rezervor de acumulare de 500 m³, pe teritoriul orașului funcționează 43 fântâni. În prezent se preconizează finalizarea lucrărilor privind construcția a 2 rezervoare cu capacitatea totală de 1.000 m³.
Orașul este complet gazificat, inclusiv și satele din componența lui. Lungimea totală a conductei de gaze este de peste 110 km.
Aprovizionarea cu energie termică se efectuează autonom. Pe teritoriul orașului sunt 6 cazangerii, care asigură cu căldură instituțiile sociale, bugetare și într-o măsură foarte redusă sectorul locativ. Peste 40% din blocuri sunt conectate la conducta de gaze și au încălzire autonomă.
Orașul dispune de două instituții preșcolare cu o capacitate totală de peste 500 locuri, 2 școli de cultură generală cu o capacitate de 2.400 locuri și liceul „Andrei Straista” în care își fac studiile 400 elevi. De asemenea în oraș este un liceu privat în care învață 200 elevi. Pe teritoriul primăriei, în s. Hârbovățul Nou, funcționează o școală primară în care învață 120 copii.
Sistemul de ocrotire a sănătății este asigurat de 6 instituții medicale: spitalul orășenesc cu o capacitate de 188 paturi, centrul medicilor de familie cu 8 medici, oficii ale medicilor de familie în satele Beriozchi și Ruseni și un punct medical în s. Hârbovățul Nou.
Pe teritoriul primăriei funcționează 5 biblioteci publice și 2 biblioteci școlare. Există tradiția editării ziarului local „Anina Info”. Funcționează postul privat de televiziune „Studioul AN-TV”.
În localitate activează mai multe cluburi sportive, printre acestea clubul sportiv teritorial ASB al sindicatelor Anenii Noi, care dispune și de stadion, un club sportiv privat „Pamir” și o școală sportivă. Echipa feminină de fotbal a participat la Liga campionilor Europei.

## Galerie de imagini

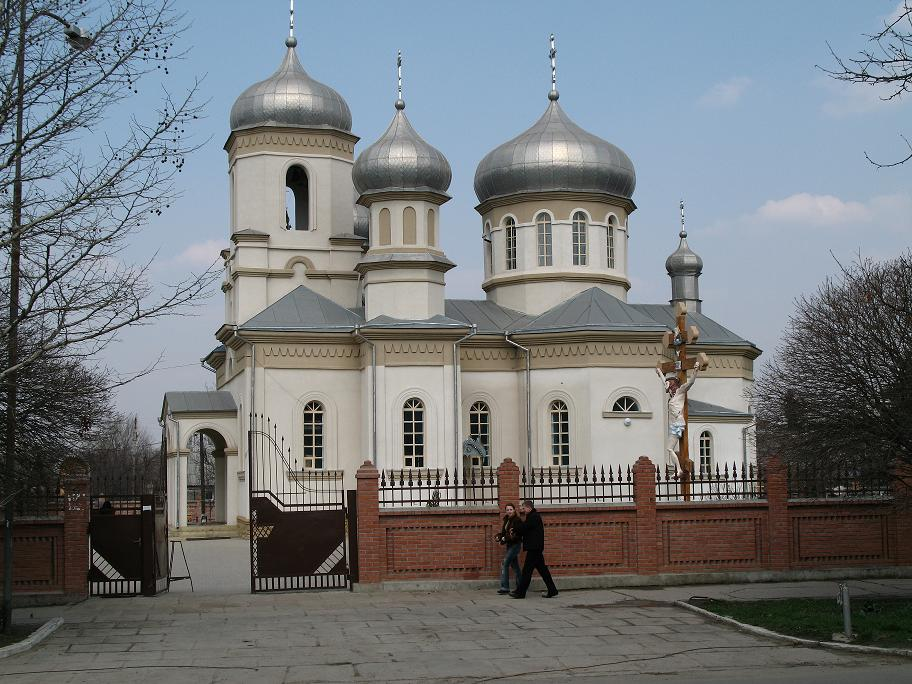
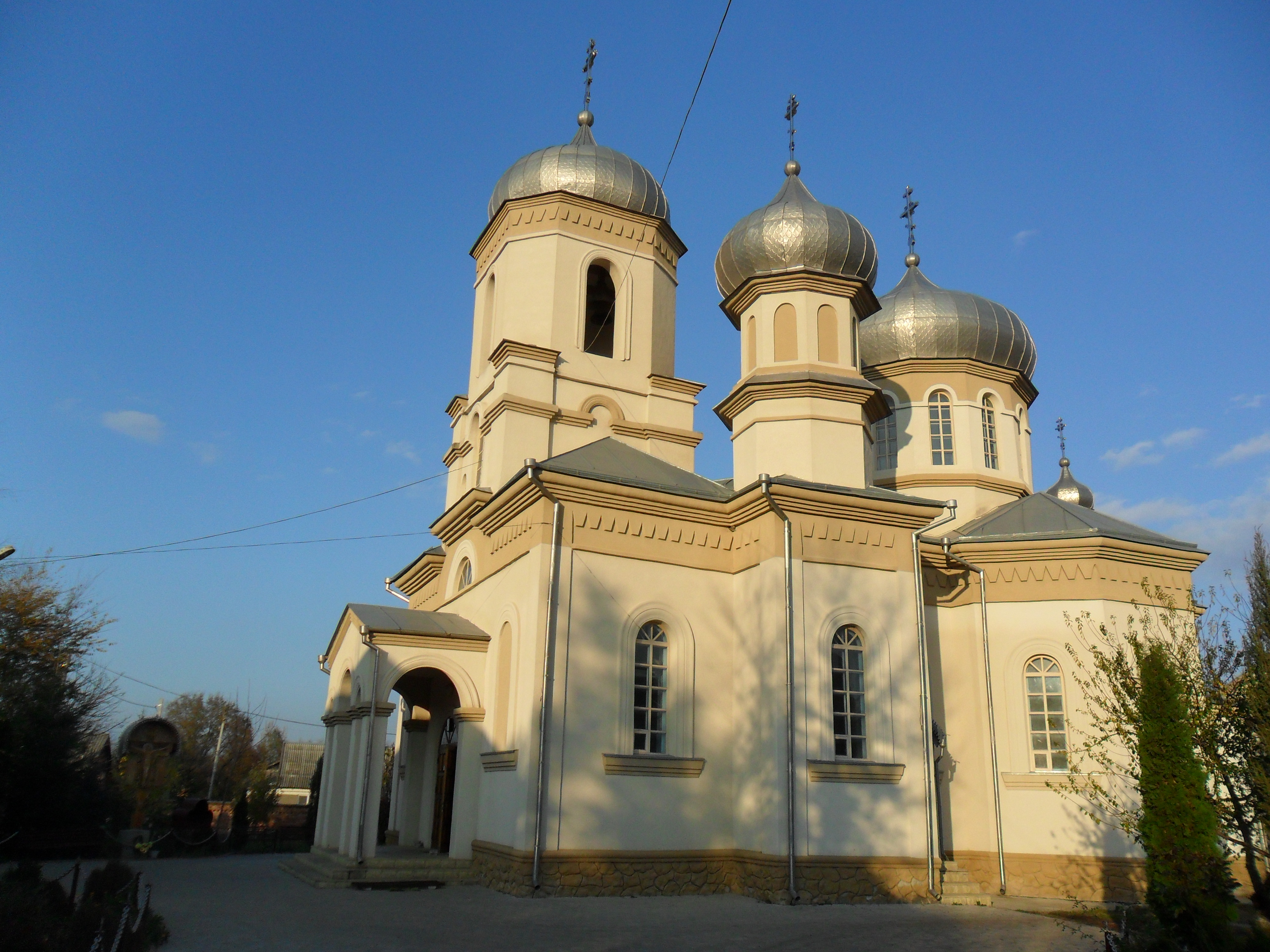
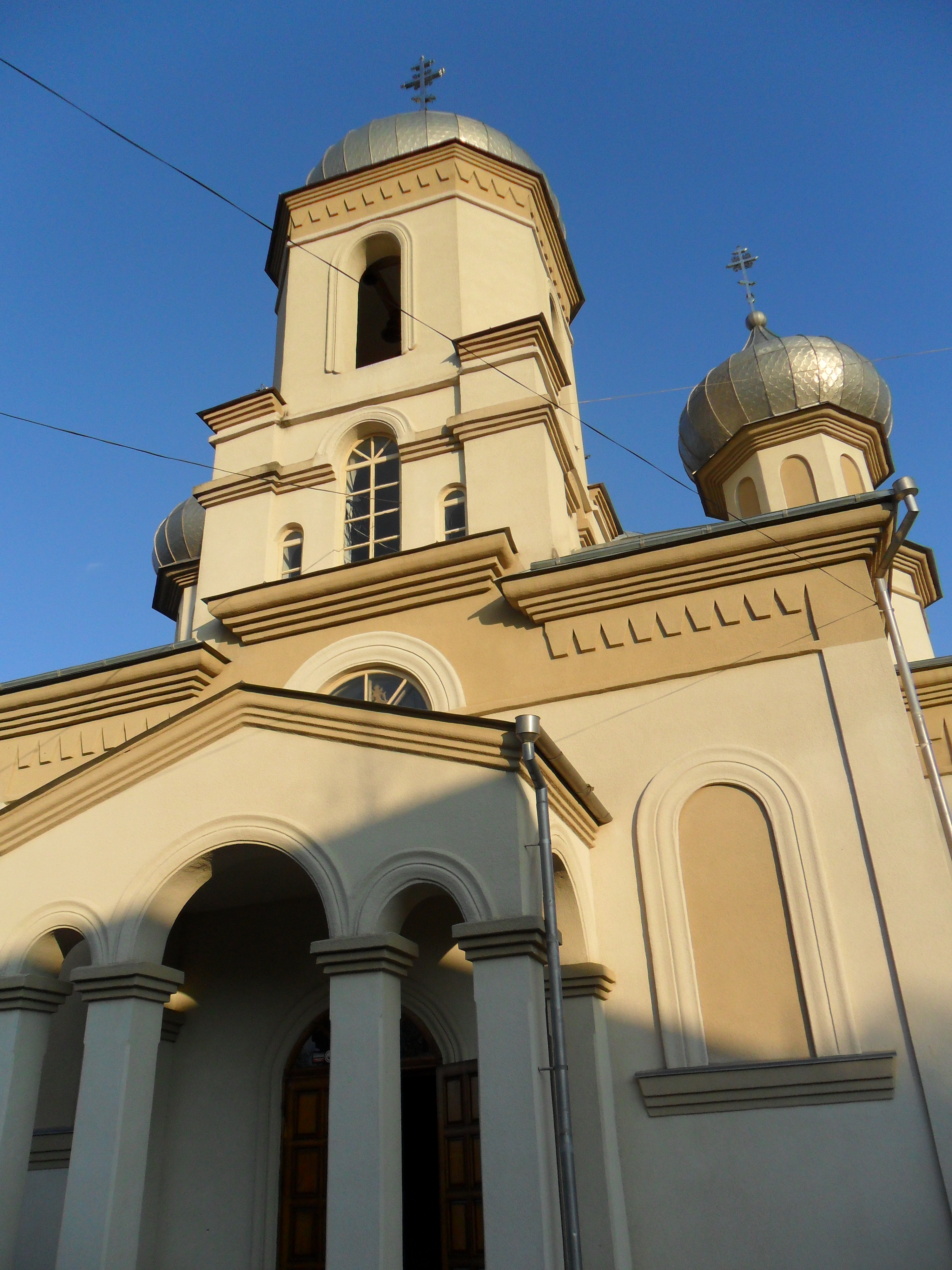
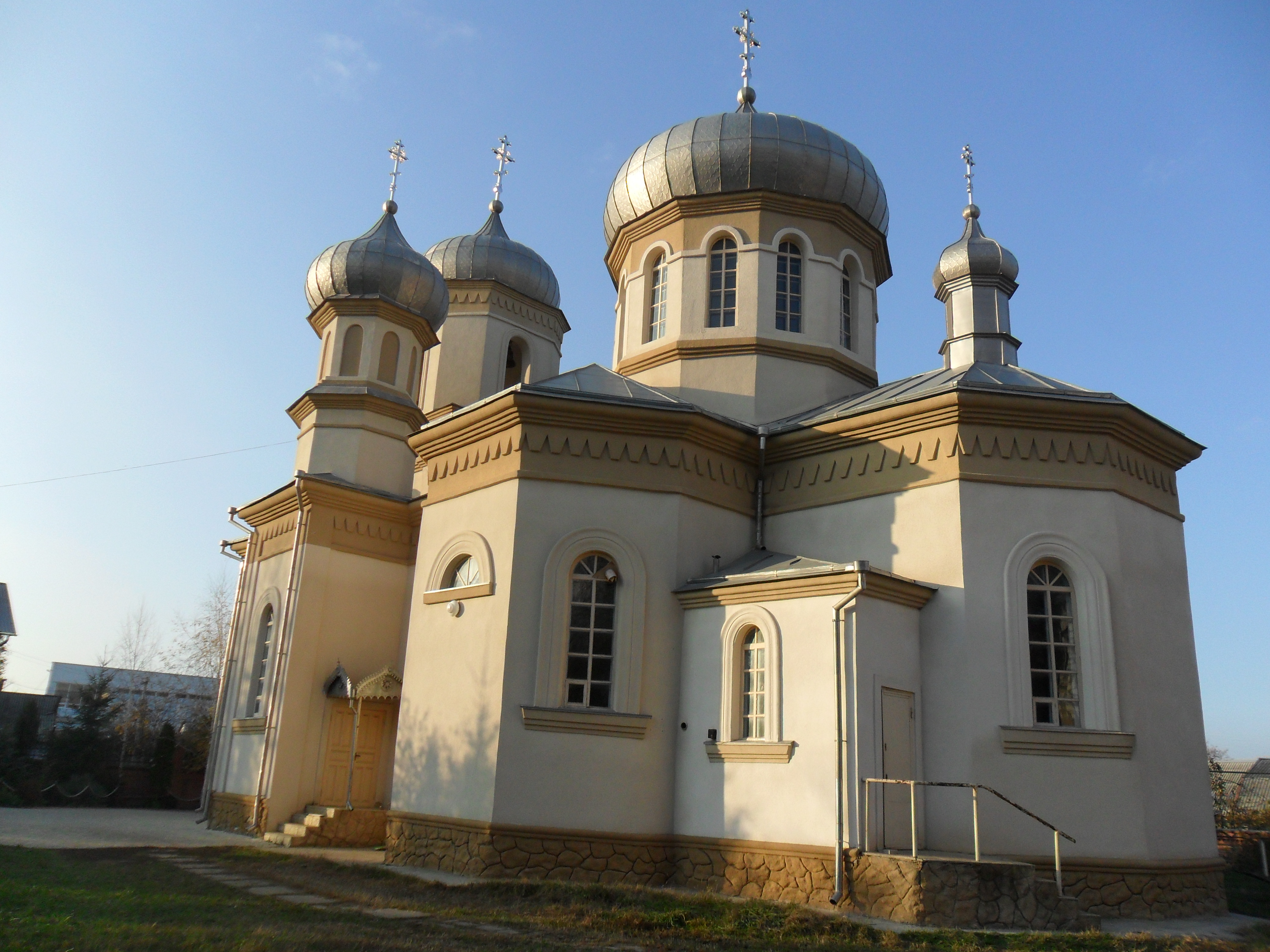
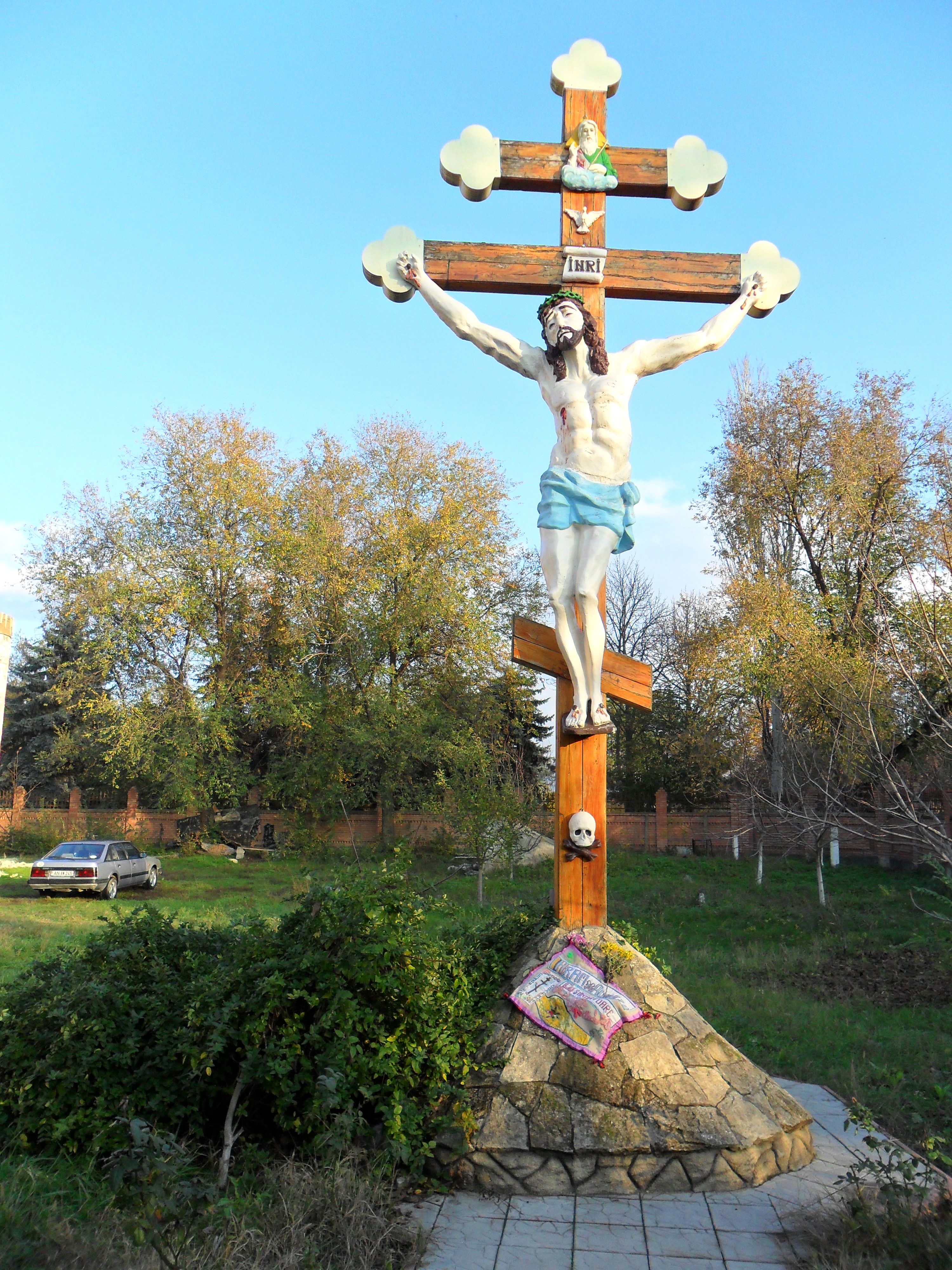

Biserica Sfântul Dumitru, principalul lăcaș de cult.
Monumente din oraș

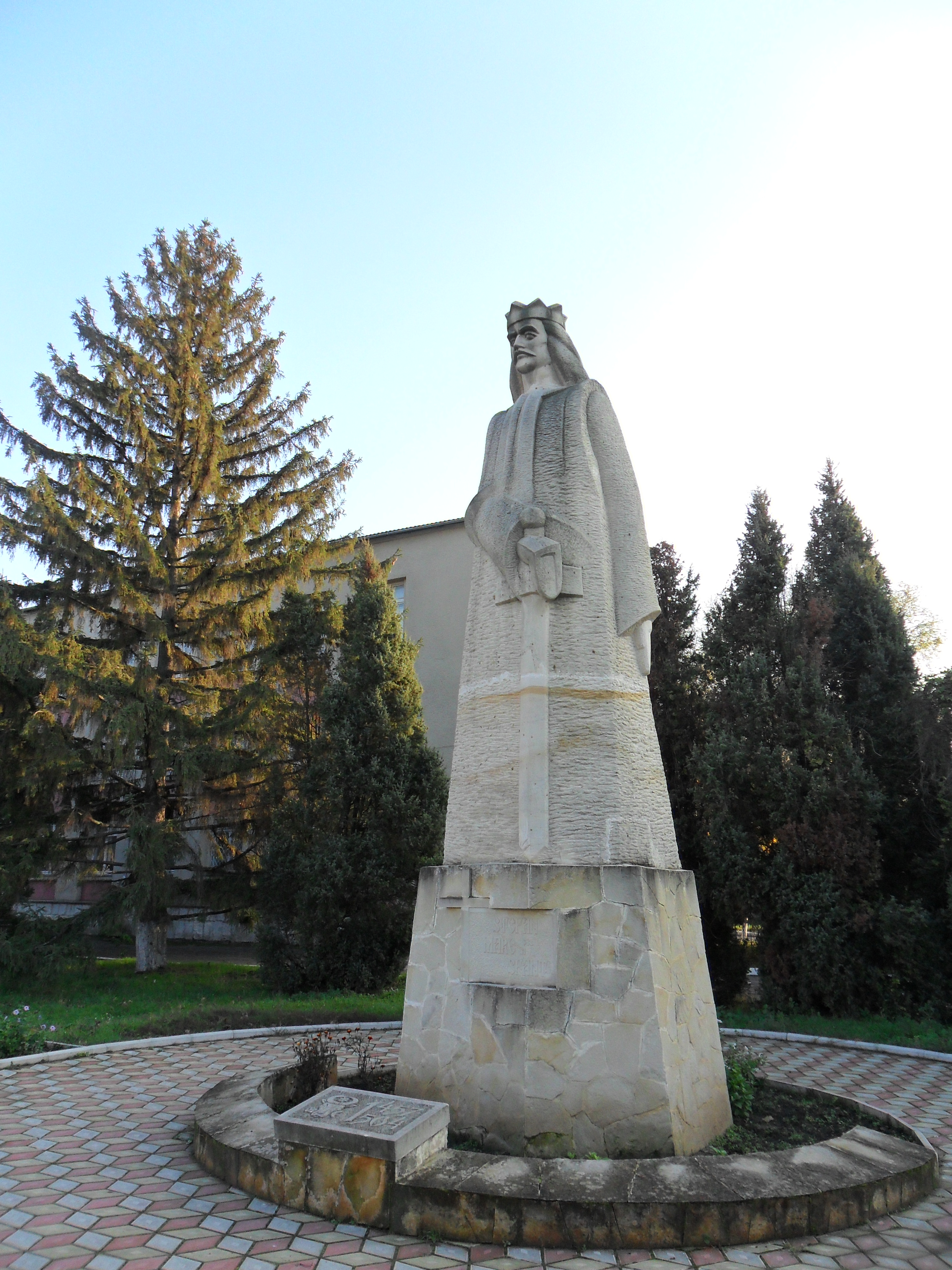
Monumentul lui Ștefan cel Mare
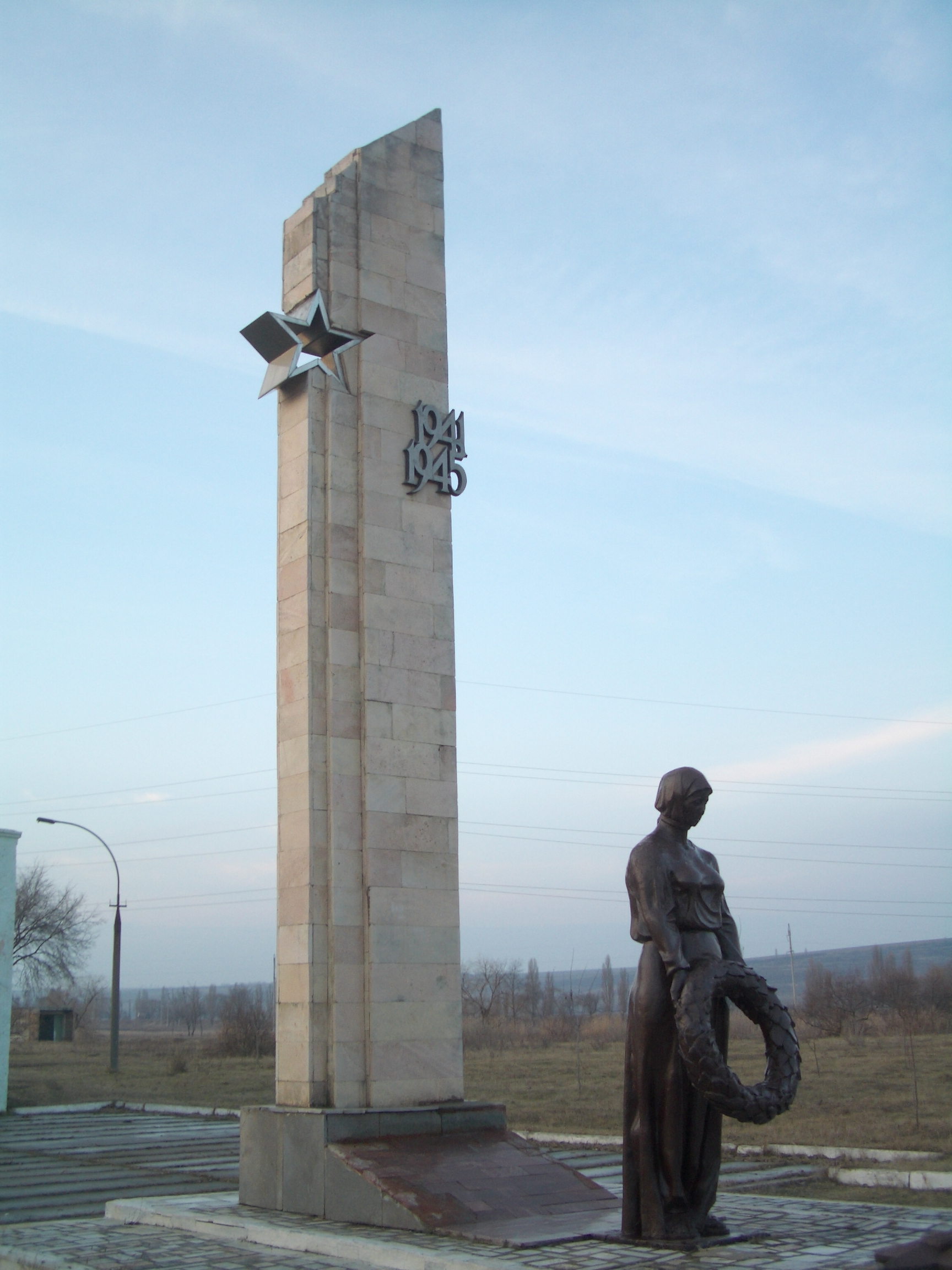
Memorialul celui de-al Doilea Război Mondial
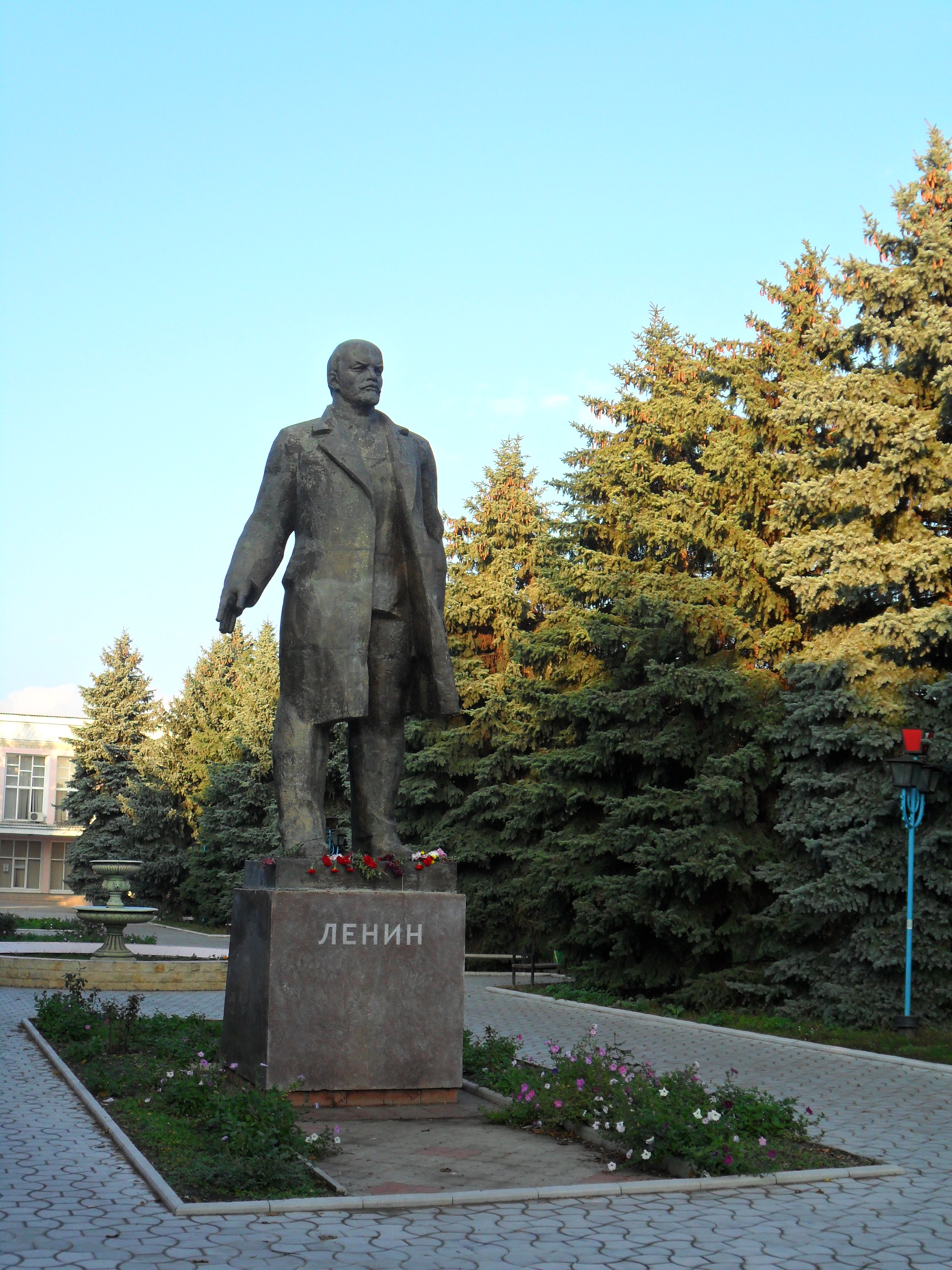
Monumentul lui Lenin

Alte locuri

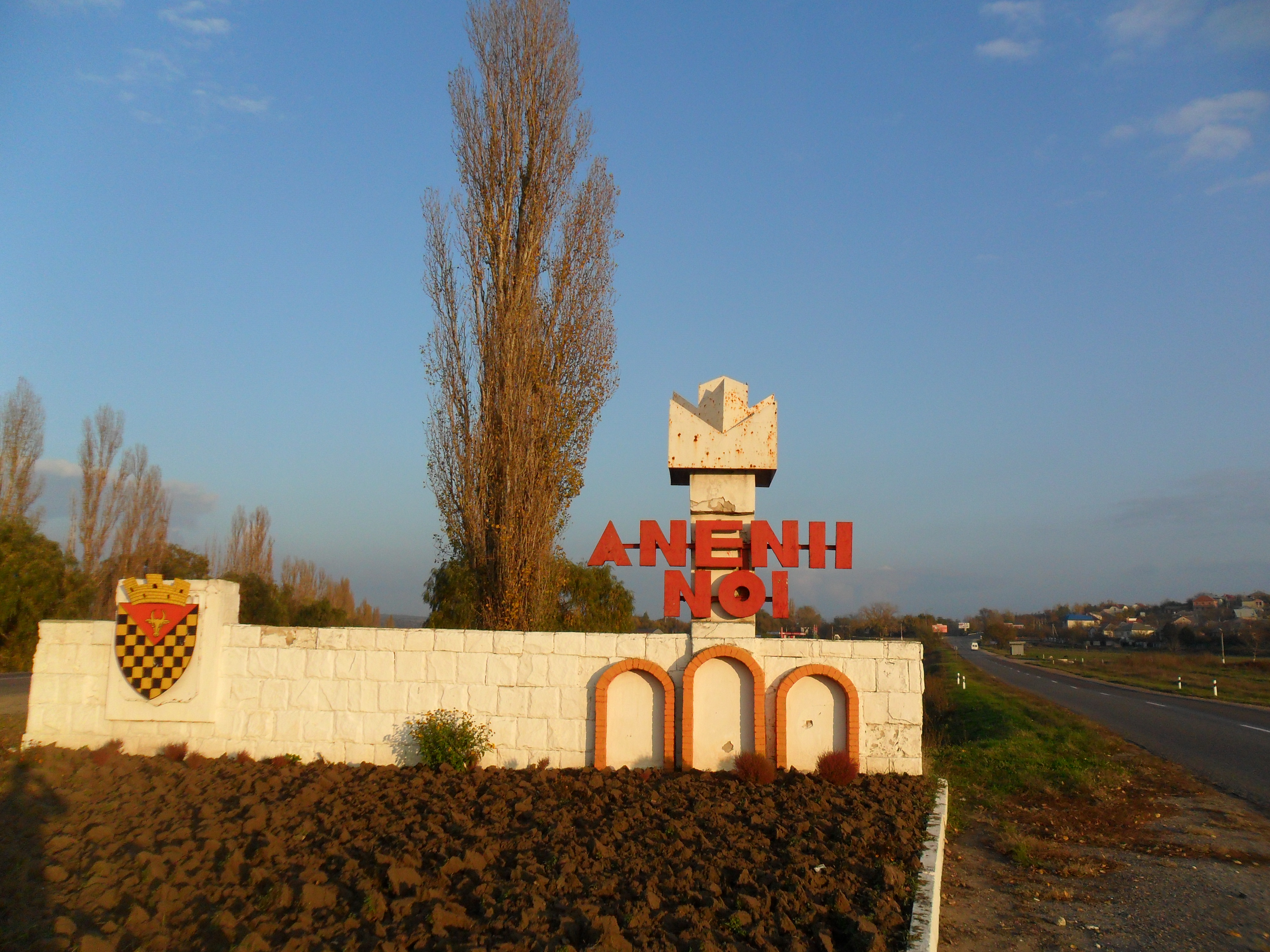
Intrarea în oraș.
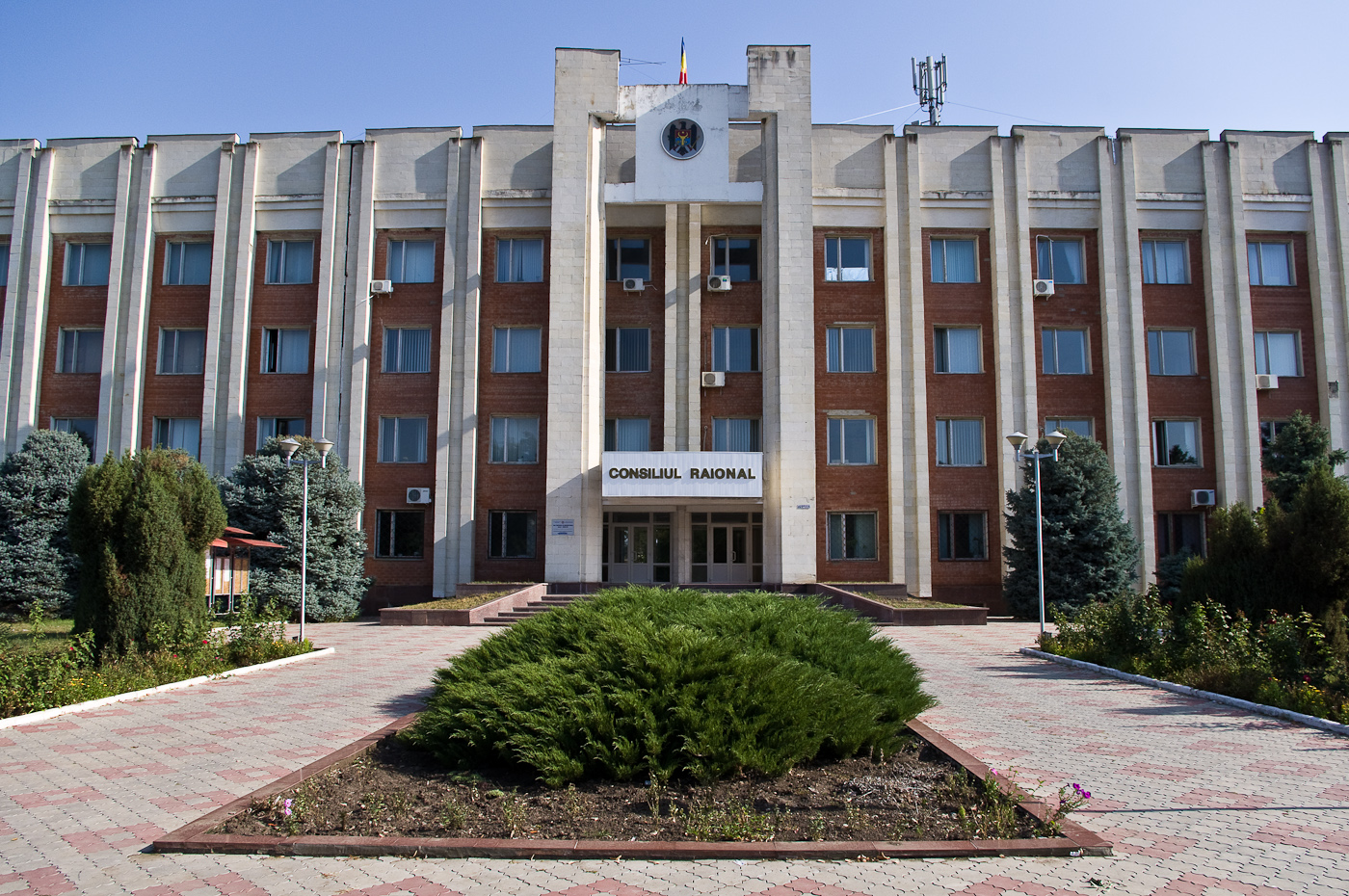
Sediul consiliului raional
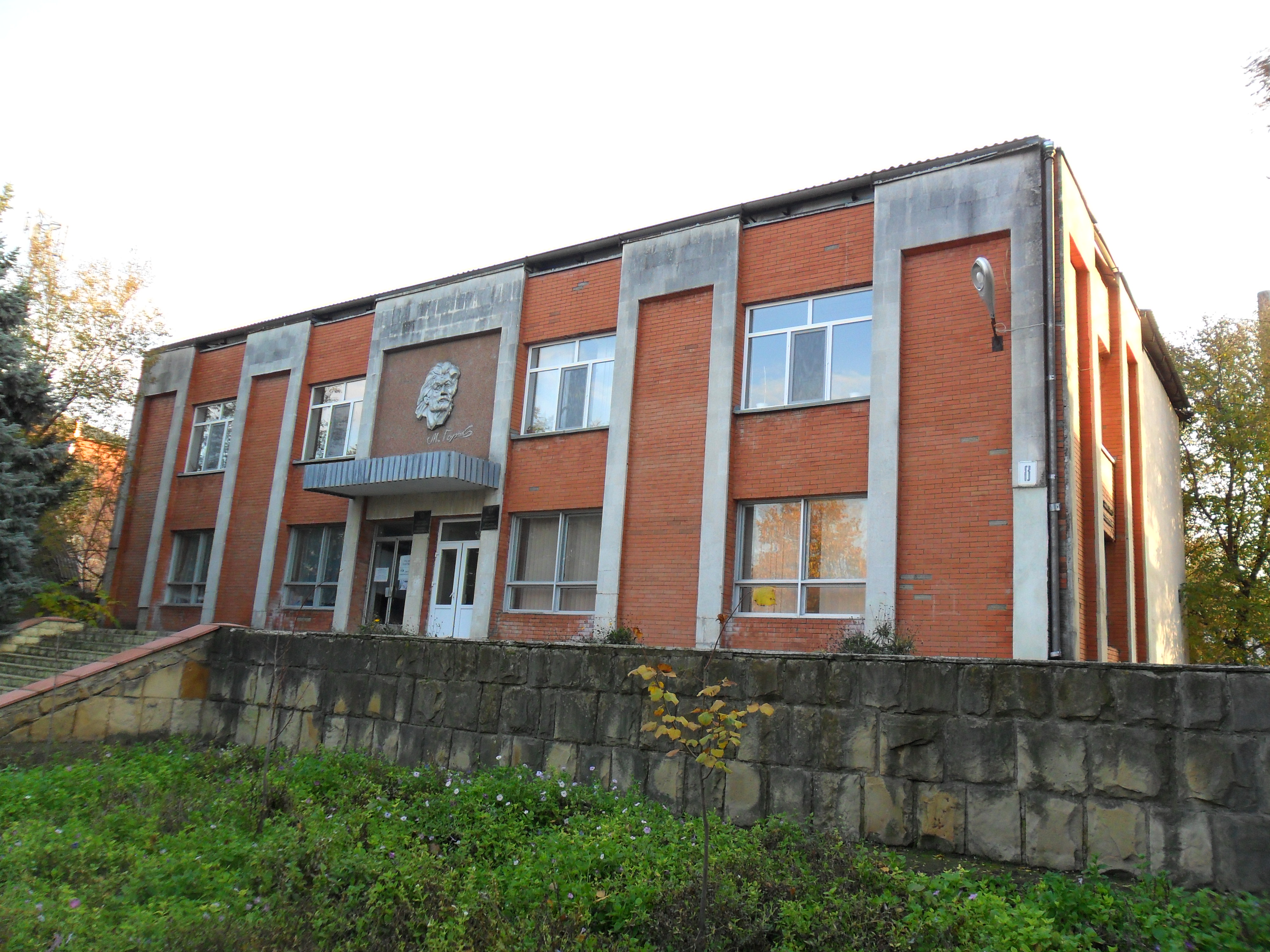
Procuratura
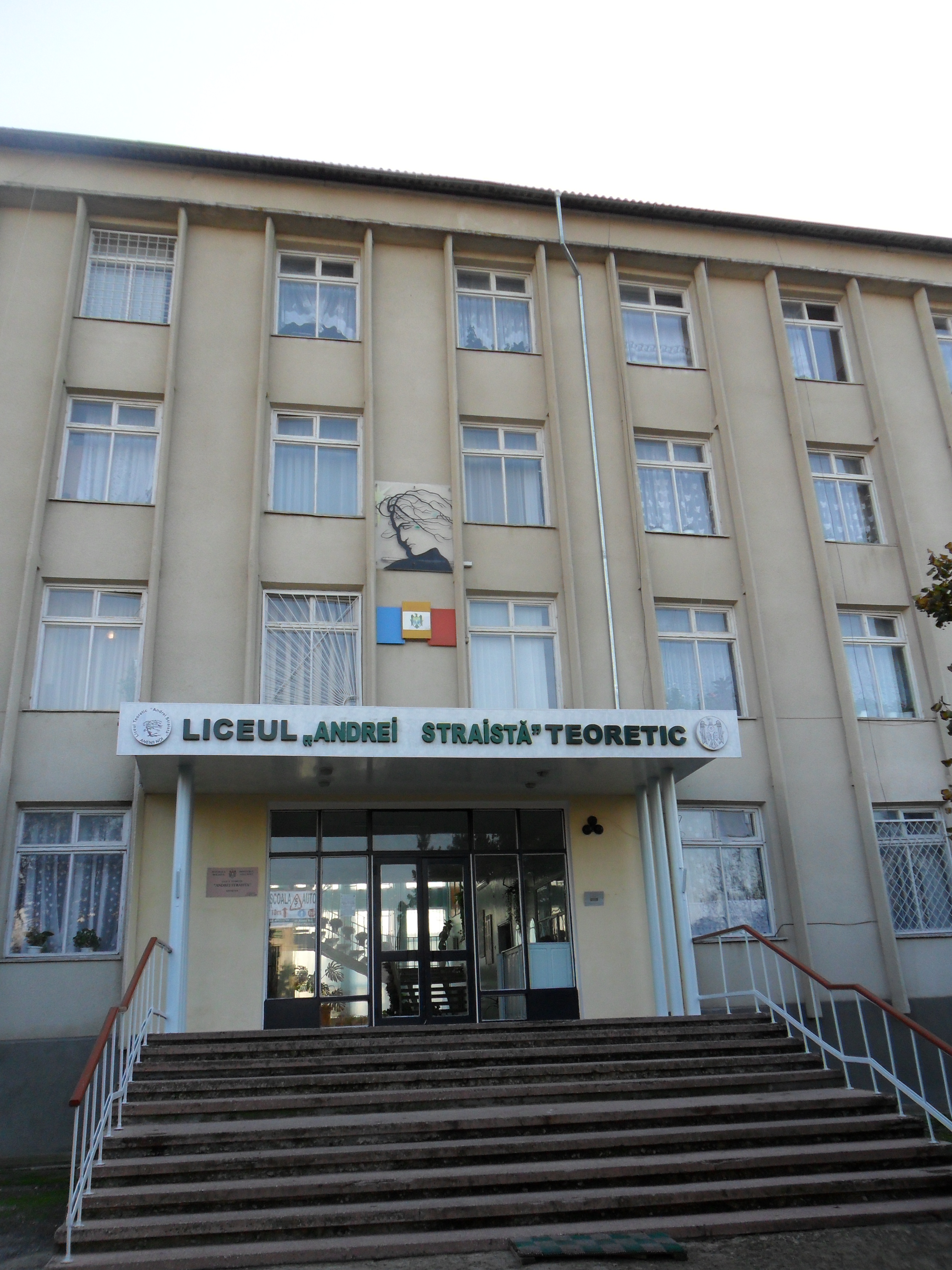
Liceul teoretic „Andrei Straistă”
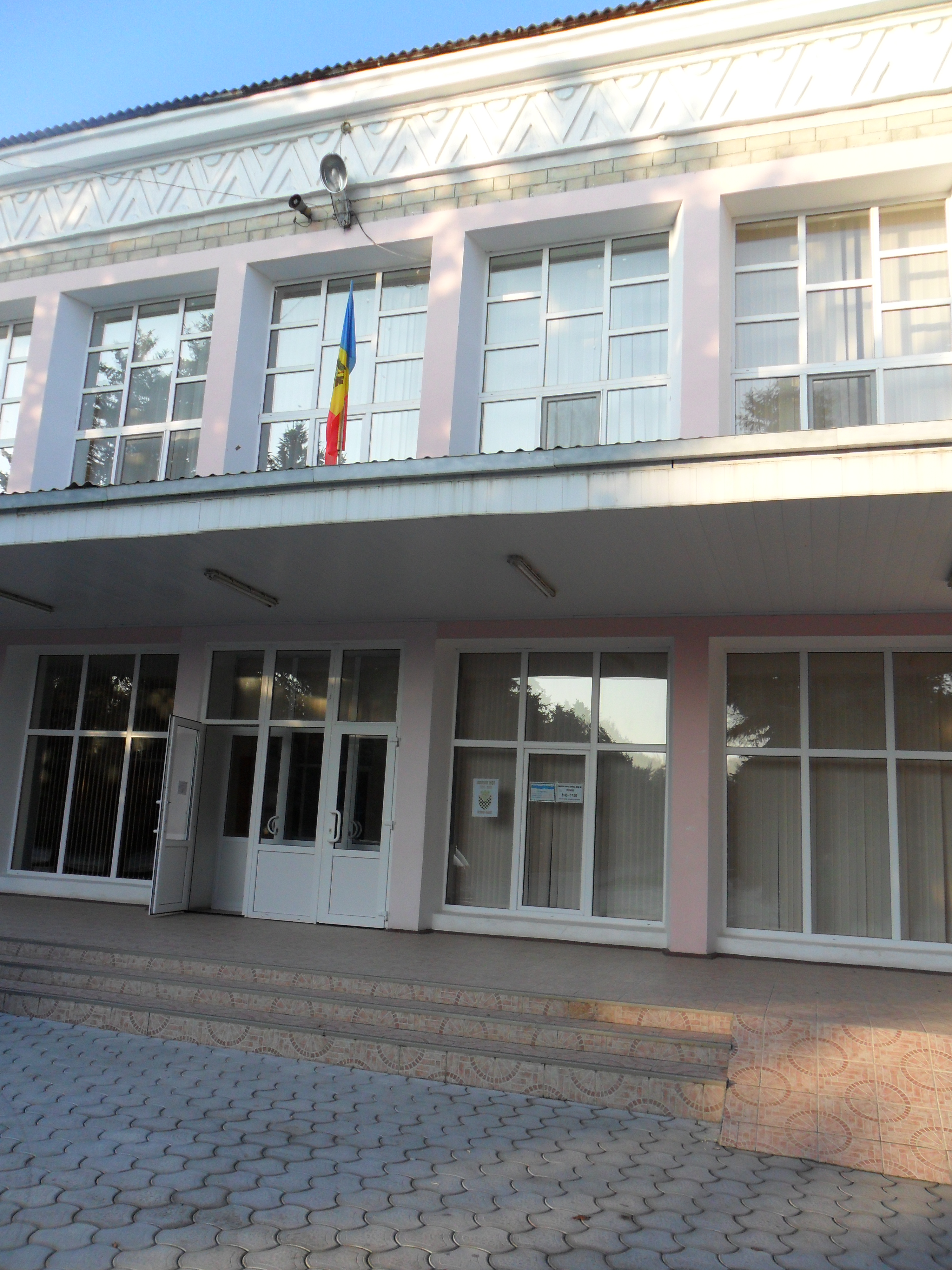
Librăria
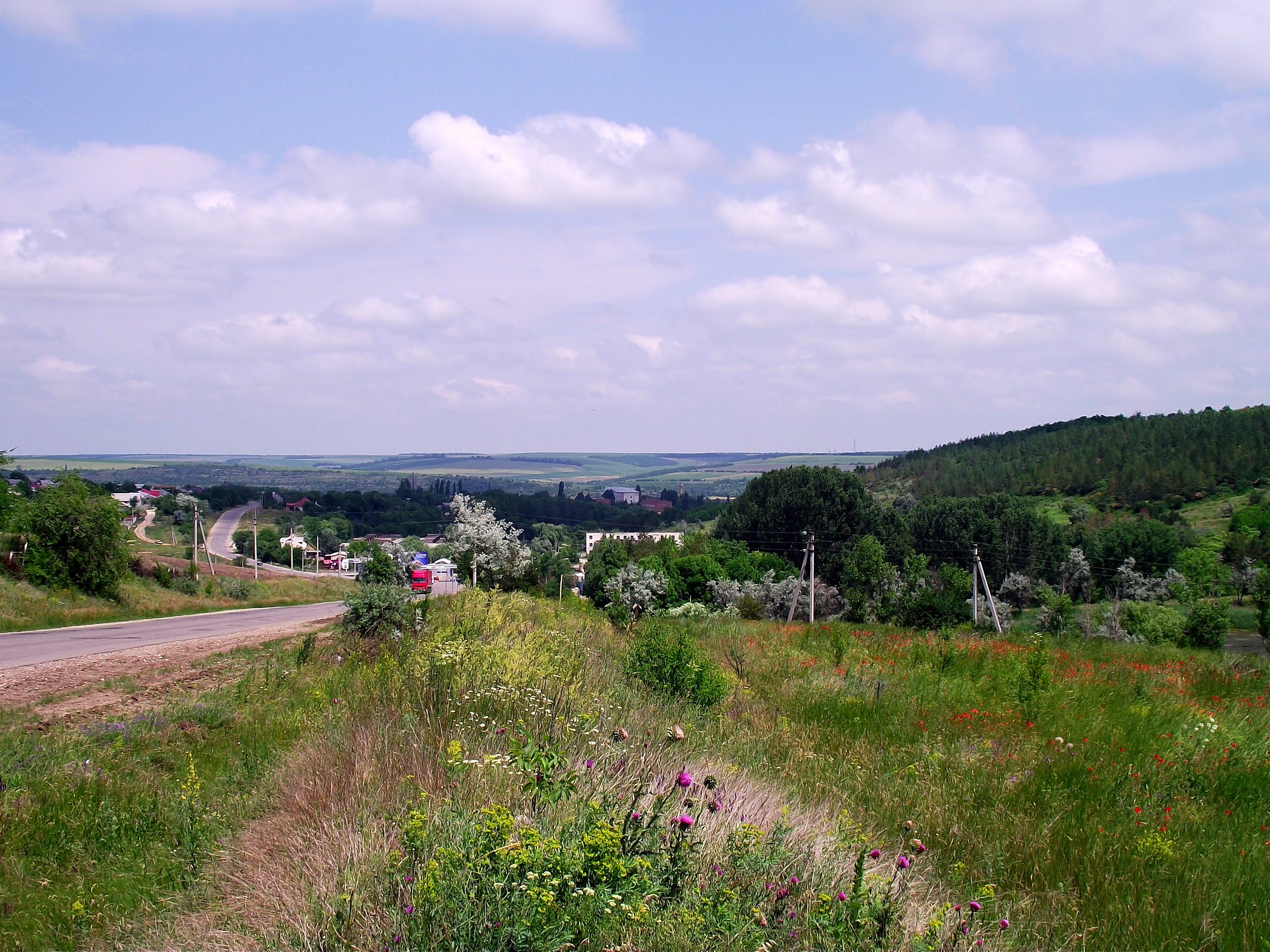
Natura adiacentă.